# Катастрофа DHC-8 в Катманду
Катастрофа DHC-8 в Катманду — крупная авиационная катастрофа, произошедшая 12 марта 2018 года. Авиалайнер De Havilland Canada DHC-8-402 Q400 авиакомпании US-Bangla Airlines выполнял плановый рейс BS211 по маршруту Дакка—Катманду, но при посадке в пункте назначения рухнул на землю в стороне от ВПП аэропорта Катманду, незадолго до этого избежав столкновения с пассажирским терминалом и диспетчерской вышкой аэропорта. Из находившихся на его борту 71 человека (67 пассажиров и 4 члена экипажа) выжили 20.

## Самолёт
De Havilland Canada DHC-8-402 Q400 (регистрационный номер S2-AGU, серийный 4041) был выпущен в 2001 году (первый полёт совершил 2 апреля под тестовым б/н C-FGNP). 19 мая того же года был передан авиакомпании Scandinavian Airlines System (SAS), в которой получил бортовой номер LN-RDX. 24 октября 2005 года был продан авиакомпании Royal Jordanian и его б/н сменился на JY-ASM. 23 октября 2008 года был куплен авиакомпанией Augsburg Airways, работавшей под маркой Lufthansa Regional (борт D-ADHR); 26 октября 2013 года был снят с эксплуатации и поставлен на хранение в аэропорту Маастрихта. 30 мая 2014 года был выкуплен авиакомпанией US-Bangla Airlines, в которой получил бортовой номер S2-AGU. Оснащён двумя турбовинтовыми двигателями Pratt & Whitney Canada PW150A. На день катастрофы совершил 28 649 циклов «взлёт-посадка» и налетал 21 419 часов.

## Экипаж и пассажиры
Состав экипажа рейса BS211 был таким:
- Командир воздушного судна (КВС) — 52-летний Абид Султан (англ. Abid Sultan). Опытный пилот[источник не указан 1374 дня], проходил службу в ВВС Бангладеш. В авиакомпании US-Bangla Airlines проработал 3 года (с 2015 года). Управлял самолётом ATR 72. Налетал 5518 часов, 2824 из них на DHC-8.
- Второй пилот — 25-летняя Притула Рашид (англ. Prithula Rashid). Проработала в авиакомпании US-Bangla Airlines 1 год и 8 месяцев (с июля 2016 года), став в ней первой женщиной-пилотом. Управляла самолётом Cessna 152. Налетала 390 часов, 240 из них на DHC-8.

В салоне самолёта работали два бортпроводника:
- Ходжа Хассан Мухаммад Шафи (англ. Khwaja Hassan Muhammad Shafey) — старший бортпроводник,
- Шармин Ахтер (англ. Sharmin Akhter).

| Гражданство | Пассажиры | Экипаж | Всего |
| ----------- | --------- | ------ | ----- |
| Бангладеш   | 32        | 4      | 36    |
| Непал       | 33        | 0      | 33    |
| Китай       | 1         | 0      | 1     |
| Мальдивы    | 1         | 0      | 1     |
| Всего       | 67        | 4      | 71    |

## Хронология событий
Самолет вылетел из аэропорта Дакки в 12:00 по местному времени, и направился в аэропорт Трибхуван, Катманду. Капитан самолета Абид Султан неоднократно курил во время полёта, что нарушало инструкции. Диспетчер дал разрешение самолету садиться на полосу 02, из-за тумана капитан Абид Султан ошибочно направил самолет к полосе 20, диспетчер сообщил, что самолет двигается по направлению к полосе 02. Капитан сообщил, что потерял ориентацию в пространстве, диспетчер разрешил самолету садиться на любую из полос. Капитан не мог отчётливо видеть полосу из-за тумана. Диспетчер увидел, что самолет равняется не с полосой, а с рулёжной дорожкой, диспетчеры оповестили капитана об этом, но он не придал этому значения. Диспетчер, увидев самолет, совершающий опасные манёвры возле аэропорта, отменил разрешение на посадку. Абид Султан был намерен садиться, увидел, что они летят прямо к терминалу, но всё равно принял решение о заходе на посадку. Самолет чуть не задел диспетчерскую вышку и пассажирский терминал аэропорта, криво сел на полосу, врезался в забор аэропорта, разрушился и загорелся.

## Расследование
Расследование причин катастрофы рейса BS211 проводила непальская Комиссия по расследованию авиационных происшествий (англ. Aircraft Accident Investigation Commission, AAIC).
Окончательный отчёт расследования был опубликован 27 января 2019 года.

## Культурные аспекты
Катастрофа рейса 211 US-Bangla Airlines показана в 21 сезоне канадского документального телесериала Расследования авиакатастроф в серии Крушение в Катманду.